# Capo Bianco (traghetto)
Il Capo Bianco è stato un traghetto appartenuto alla compagnia di navigazione italiana Toremar dal 1971 al 1992.

## Caratteristiche
Traghetto di piccole dimensioni, è considerabile la madre degli attuali cruise ferry ed è stato tra i più bei traghetti della propria generazione . Un traghetto molto simile, anch'esso operativo in Italia negli stessi anni, è stato il Corsica Star.
Spinto da due motori diesel NoHAB, era in grado di raggiungere una velocità massima di 17,5 nodi e di trasportare un massimo di 80 auto e 900 passeggeri.

## Ordine e costruzione
Ordinato inizialmente il 23 aprile 1959 ai cantieri navali Helsingör Skibsværft di Helsingör dalla Maskinbyggeri A/S per il costo totale di circa 13 milioni e mezzo di corone danesi, viene tuttavia costruito nel cantiere navale Aarhus Flydedok di Aarhus.
Il 31 agosto 1959 viene impostata la chiglia ed il 19 gennaio successivo viene varato con il nome di Prins Bertil e, nello stesso giorno, battezzato dal principe Bertil di Svezia, al quale era intitolato il traghetto.
L'8 giugno 1960 completa le prove in mare e viene preparato alla consegna.

## Servizio
Consegnato il 12 giugno 1960 alla Lion Ferry, salpa il giorno stesso per un viaggio di presentazione dal cantiere di Aarhus ad Halmstad. Il giorno successivo prende ufficialmente servizio sulla medesima rotta.
Nel 1961 viene impiegato in alcune minicrociere tra Halmstad ed Helsingør.
Dall'aprile del 1962 prende servizio nei collegamenti tra Halmstad, Aarhus e Kalundborg, fino al 1964, quando lo scalo a Kalundborg viene trasferito ad Helsingør.
Nel giugno del 1964 viene noleggiato alla Rederi AB Nördo e, ribattezzato Calmar Nyckel, prende servizio nei collegamenti tra Helsinki, Visby, Kalmar, Rønne e Travemünde. Nel gennaio del 1965, con la soppressione della linea, viene disarmato e successivamente noleggiato alla TT-Line, prendendo servizio nei collegamenti tra Trelleborg e Travemünde fino all'aprile successivo.
Nel gennaio del 1965 viene acquistato a titolo definitivo dalla Rederi AB Nördo.
Il 10 febbraio 1965 viene venduto alla Oy Siljavarustamo, alla quale viene consegnato a maggio, per circa 8,6 milioni di corone svedesi.Trasferito ad Oskarshamn ad aprile, viene ribattezzato Holmia e sottoposto a lavori di ristrutturazione nel cantiere navale di Finnboda. Il 7 maggio 1965 prende servizio nei collegamenti tra Turku, Mariehamn, Långnäs e Norrtälje.
Dal 2 dicembre 1965 al 9 febbraio 1966 opera sulla Stoccolma-Naantali.

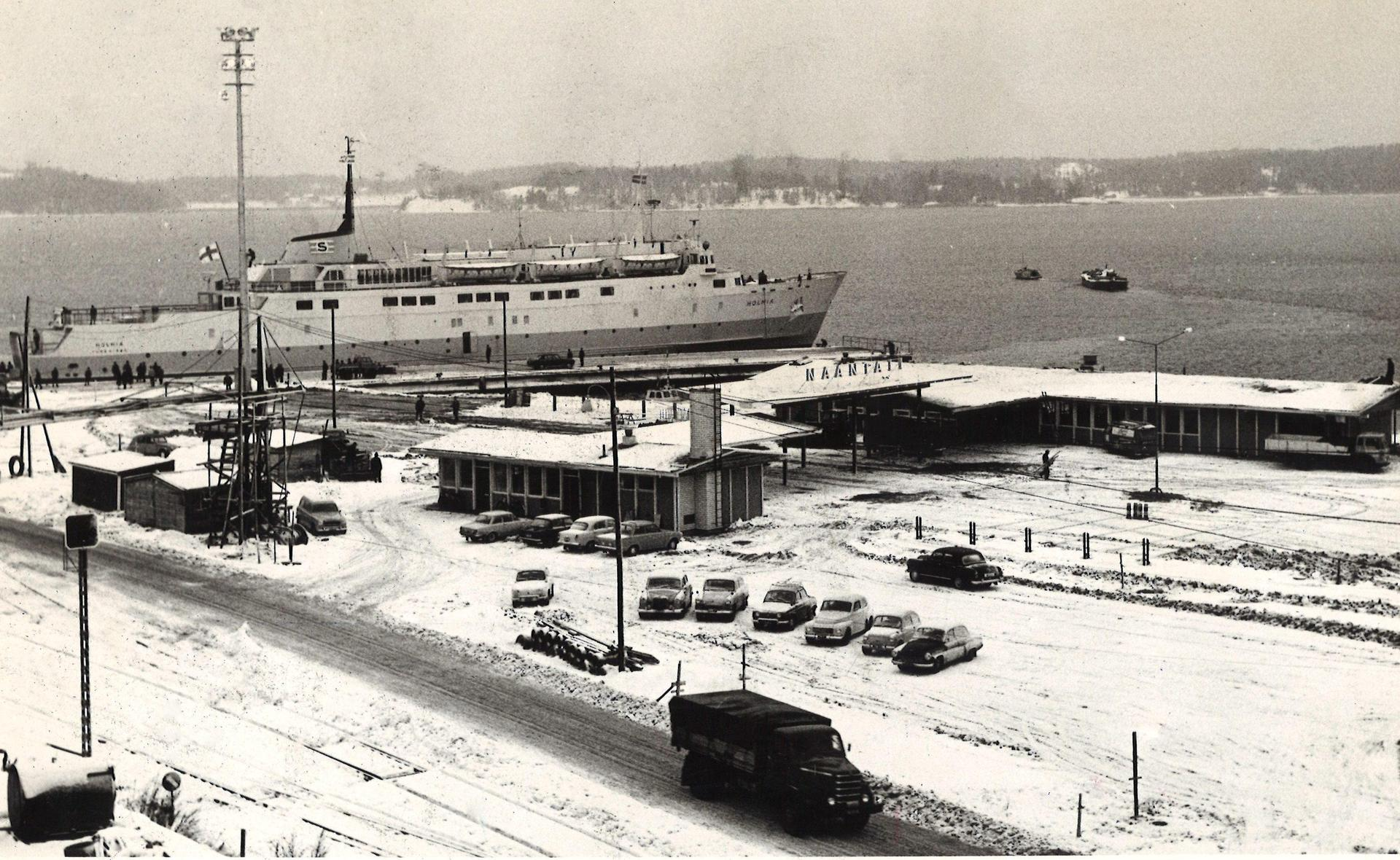
L'Holmia ormeggiato a Naantali il giorno del debutto sulla nuova linea.

Il 15 marzo entra in collisione con un banco di ghiaccio, riportando danni di modesta entità, venendo quindi riparato e tornando in servizio il 5 aprile successivo sulla Naantali-Stoccolma fino al 22 aprile.
Dal 24 aprile al 1º maggio 1966 viene trasferito nei collegamenti tra Turku, Mariehamn, Långnäs e Norrtälje. Successivamente, torna brevemente ad operare sulla Naantali-Stoccolma. Nei mesi successivi, continua ad alternarsi tra le due linee.
Il 17 ottobre 1966 imbarca tramite un pontone galleggiante le auto presenti nel garage del compagno di flotta Fennia, arenatosi al largo di Bogskär.

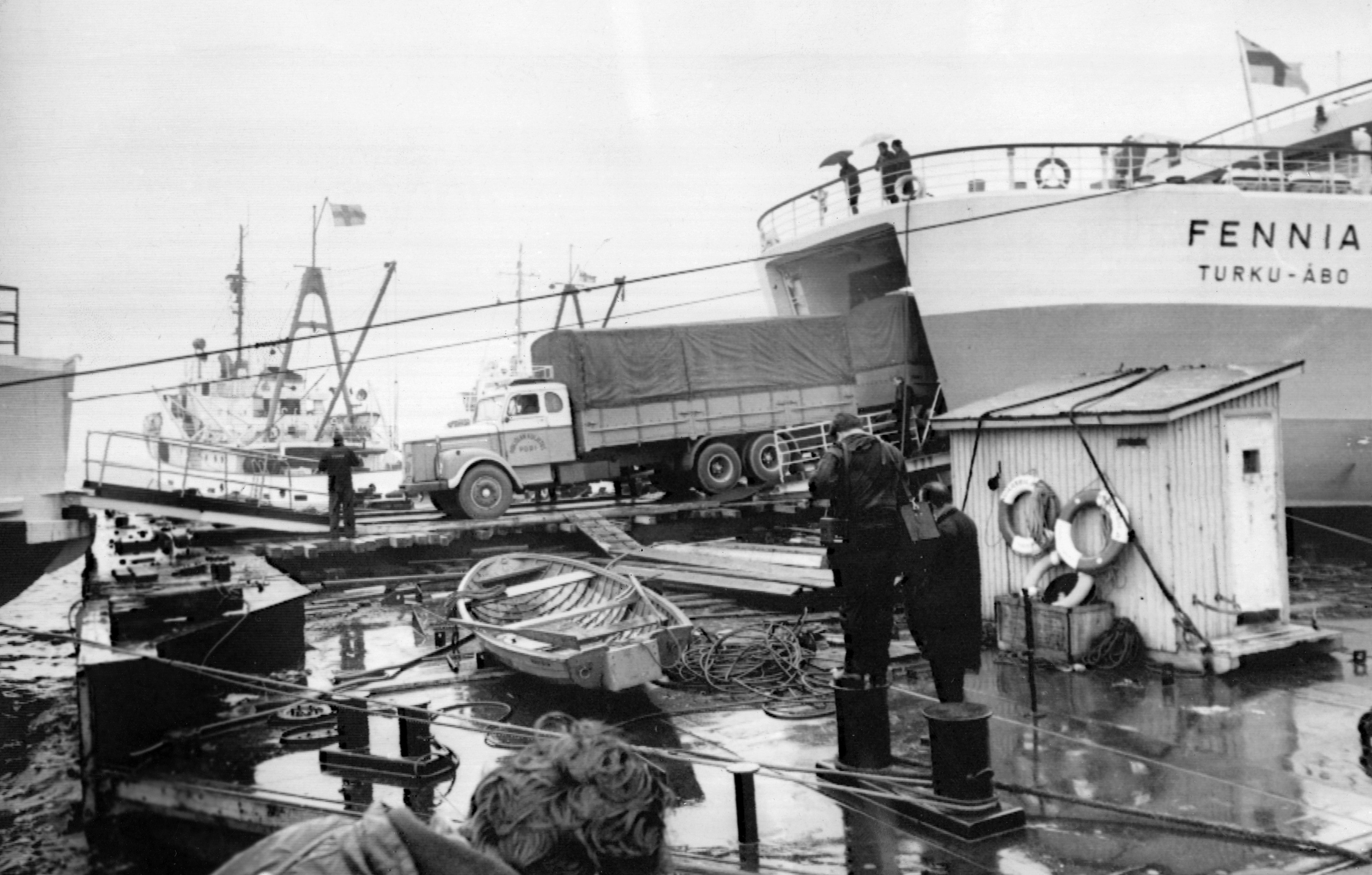
Le operazioni di trasbordo dei veicoli dal Fennia all'Holmia con l'ausilio del pontone galleggiante il 17 febbraio 1966.

Il 6 gennaio 1967 viene disarmato e successivamente noleggiato alla AB Göteborg-Frederikshavn linjen ed impiegato fino a febbraio sulla Göteborg-Frederikshavn. Terminato il noleggio, viene di nuovo disarmato.
Dal 9 al 23 aprile 1967 opera sulla Turku-Mariehamn-Långnäs-Stoccolma. Successivamente lo scalo a Stoccolma viene trasferito a Norrtälje.
Dal 16 maggio al 20 ottobre 1967 viene noleggiato alla A/S Kristiansands Dampskibsselskap ed impiegato nei collegamenti tra Kristiansand e Hirtshals. Terminato il noleggio, torna ad operare per Silja Line sulla Pargas-Kappelskär, continuando saltuariamente ad operare sulla vecchia rotta da Turku a Norrtälje.
Il 1º febbraio 1968, a causa dello scarso traffico sulla Pargas-Kapellskär, viene disarmato. Successivamente, torna ad alternarsi tra le due linee fino al 31 dicembre 1970
Il 28 novembre 1968 soccore i passeggeri del traghetto Botnias, danneggiato da una collisione durante la navigazione.
Il 9 gennaio 1971 viene venduto alla Navigazione Toscana e, salpato dalla Finlandia, giunge a Livorno, dove viene sottoposto a lavori di ristrutturazione e ribattezzato Flaminia Nuova. Durante i lavori, viene anche aggiunto un portellone poppiero.
Il 28 febbraio 1971 prende servizio nei collegamenti tra Livorno, Gorgona, Capraia, Portoferraio, Piombino, Rio Marina, Porto Azzurro e Pianosa in coppia con l'Aethalia.
Il 1º febbraio 1974 viene ribattezzato Capo Bianco.
Nel 1975 viene trasferito alla neonata Toremar insieme al resto dei traghetti della flotta, continuando ad operare nei collegamenti tra Livorno, Gorgona, Capraia, Portoferraio, e Piombino in rotazione con l'Aethalia e successivamente, con Marmorica ed Oglasa, anche sulla Livorno-Portoferraio.

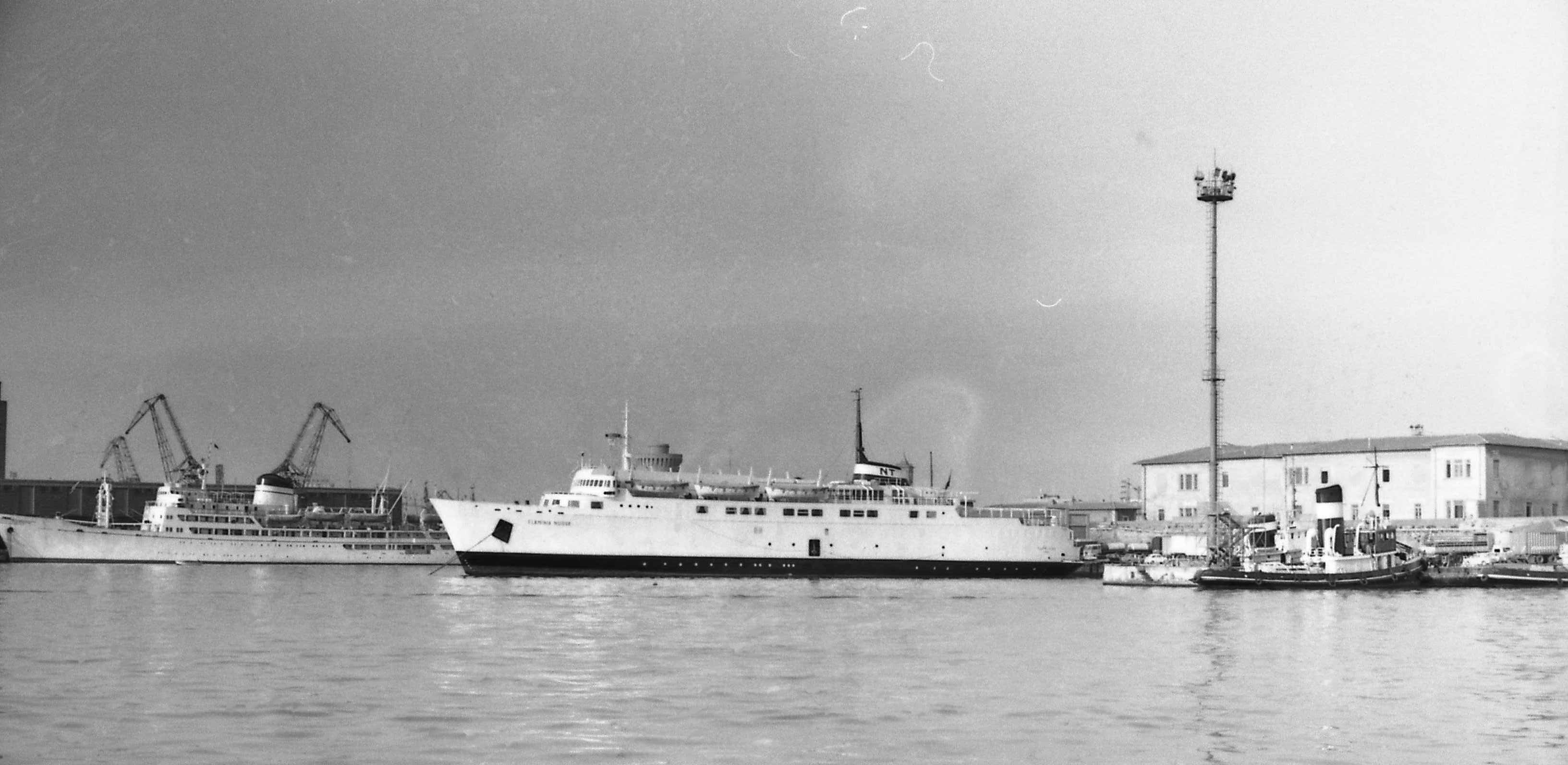
Il Flaminia Nuova ormeggiato a Livorno nel 1972.

Con la chiusura della Livorno-Portoferraio, viene stabilmente impiegato nei collegamenti tra Livorno, Gorgona, Capraia e Portoferraio fino al 1990, quando viene disarmato a La Spezia in vista della consegna del nuovo Aethalia nel gennaio del 1991 e venendo sostituito dal Liburna  sulla Livorno-Gorgona-Capraia.
Nel 1992 viene venduto alla compagnia egiziana El Salam Shipping e, ribattezzato Dania Marine, salpa da Livorno per il Mar Rosso. Successivamente, viene modificato con l'aggiunta di una sovrastruttura poppiera.
Nel 1994 viene venduto alla saudita Raneem Nav. Co. SA e ribattezzato Raneem I.
Nel 1997 viene venduto alla William Maritime Transporter, dalla quale viene ribattezzato Shorouk.
Nel 1998 viene ribattezzato Shorok 1.
Nel 2011 viene cancellato dai registri navali, lasciando un ignoto sul suo destino, anche se con molta probabilità è stato demolito poco dopo.